# Sotillo de la Adrada
Sotillo de la Adrada är en kommun i Spanien. Den ligger i provinsen Provincia de Ávila och regionen Kastilien och Leon, i den centrala delen av landet, 80 km väster om huvudstaden Madrid. Antalet invånare är 4 845.